# Franz-Ferdinand-Berberitze
Die Franz-Ferdinand-Berberitze (Berberis francisci-ferdinandi) ist eine Pflanzenart aus der Familie der Berberitzengewächse (Berberidaceae). Sie stammt aus West-China. 

## Beschreibung
Die Franz-Ferdinand-Berberitze wächst als sommergrüner, bis 3,5 Meter hoher Strauch; ihre Zweige sind überhängend, rötlich gefärbt, die Dornen sind einteilig und bis 2,5 Zentimeter lang. Die unterseits helleren, leicht runzligen, abgerundeten bis stumpfen oder spitzen, kahlen, stachelspitzigen Laubblätter sind elliptisch, lanzettlich bis verkehrt-eiförmig, bis 7 Zentimeter lang, bis 1,5 Zentimeter lang gestielt, netznervig, leicht glänzend und unregelmäßig stachelig gesägt. Die gestielten, gelben Blüten erscheinen im Mai und stehen zu 20 bis 35 in bis 12 Zentimeter langen, hängenden Rispen. Es sind 15 Blütenhüllblätter vorhanden. Die länglichen bis verkehrt-eiförmigen Früchte, Beeren mit Narbenresten sind scharlachrot und bis 1,2 Zentimeter lang.

## Taxonomie
Die Franz-Ferdinand-Berberitze wurde durch Camillo Karl Schneider in Sargents Plantae Wilsonianae Band 1(3): 367, 1913 erstbeschrieben. Schneider widmet die Art dem Erzherzog Franz Ferdinand von Österreich-Este. 

## Verwendung
Wie viele andere Berberitzen-Arten findet auch diese als Zierstrauch Verwendung.